# Celso Sozzini
Celso Sozzini ou Celso Socini est un libre penseur et juriste italien, né en 1517, et mort à Sienne le 12 mars 1570.

## Biographie
Celso Sozzini est le fils de Mariano Socini le Jeune. Il est le frère d'Alessandro (père de Fausto), de Lelio, de Cornelio, de Dario, et de Camillo.
Celso Sozzini a enseigné le droit à l'université de Sienne, puis à partir de 1551 il a enseigné le droit canon à l'université de Bologne dans le cadre d'un arrangement pour inciter son père à rester à Bologne. En 1556, après la mort de son père, il a changé pour un poste de professeur de droit civil. Il a enseigné le droit civil à Bologne jusqu'en 1563, puis il est revenu à Sienne. Il a fondé à Bologne en 1554 l' Accademia del Sizienti vouée à l'étude du droit, et dont Fausto Sozzini en a été membre, mais a eu une courte durée d'existence. Il a été membre de l'Accademia degli Intronati sous le nom de Sonnacchioso.
Après la défaite de la république de Sienne, en 1555, elle est intégrée au duché de Florence en 1557 à la suite son don par Philippe II à Cosme de Médicis. La ville perd alors de son importance et les ducs de Florence ont promu l'école de droit de Pise au détriment de celle de Sienne qui n'a plus que six professeurs de droit civil et un seul professeur de droit canon en 1563.
Celso Sozzini a fait l'objet d'une enquête de l'Inquisition à Bologne, mais sa position de professeur d'université l'a préservé des pires conséquences. Il a été fait comte palatin par l'empereur. Son frère Cornelio Sozzini a été plusieurs fois incarcéré et jugé, comme son autre frère Lelio Sozzini. Son neveu Fausto Sozzini été contraint à l'exil.
Il a été marié en premières noces avec Albina Bulgarini en 1549 avec 3 000 florins de dote. Il s'est marié en secondes noces avec Lucrezia Sabbatini, morte en 1590.

## Famille
- Mariano Socini l'Ancien (1397/1401–1467), juriste, professeur à l'université de Sienne à partir de l'automne 1427 ayant eu comme élève Enea Silvio Piccolomini, le pape Pie II,
  - Bartolomeo Socini (1436-1507)
  - X
    - Mariano Socini le Jeune (1482-1556), marié à Camilla Salvetti,
      - Alessandro Sozzini (1508-1541) a poursuivi la carrière de juriste, marié à Agnese Petrucci,
        - Fausto Sozzini (1539-1604)
        - Filide Sozzini (1540-1568)

      - Celso Sozzini (1517–1570) aussi juriste,
      - Camillo Sozzini (né en 1520)
      - Cornelio Sozzini (mort en 1586), humaniste,
      - Lelio Sozzini (1525-1562), humaniste
      - Dario Sozzini